# Johan Lara
Johan David Lara Medrano (Ibarra, Ecuador, 28 de febrero de 1999) es un futbolista ecuatoriano. Juega como portero y su equipo actual es Universidad Católica de la Serie A de Ecuador.

## Trayectoria
Se inicia en las inferiores del Imbabura Sporting Club donde logra su debut en el año 2016 jugando la Serie B de Ecuador.
Para el 2018 es contratado por Aucas de la Serie A de Ecuador. Jugó un total de 10 partidos durante su estancia en el club. Aunque no fue titular habitual, formó parte del equipo que ganó el título de la LigaPro en 2022.
El 2 de enero de 2024, fue contratado por la Universidad Católica tras no renovar su contrato con Aucas.

## Selección nacional
Ha sido convocado por Jorge Célico donde ha sido el tercer portero del equipo histórico de Ecuador.

### Categorías inferiores

#### Participaciones en Sudamericanos
| Campeonato                     | Sede  | Resultado    | Partidos | Goles |
| ------------------------------ | ----- | ------------ | -------- | ----- |
| Sudamericano Sub-20 de 2019    | Chile | Campeón      | 0        | 0     |
| Juegos Panamericanos Lima 2019 | Perú  | Primera fase | 1        | 0     |

#### Participaciones en Copas del Mundo
| Campeonato                  | Sede    | Resultado    | Partidos | Goles |
| --------------------------- | ------- | ------------ | -------- | ----- |
| Copa Mundial Sub-20 de 2019 | Polonia | Tercer lugar | 0        | 0     |

## Estadísticas

### Clubes
Actualizado al último partido disputado el 16 de agosto de 2025.
| Club                           | Div.          | Temporada     | Liga  | Liga  | Copas nacionales | Copas nacionales | Copas internacionales | Copas internacionales | Total | Total |
| Club                           | Div.          | Temporada     | Part. | Goles | Part.            | Goles            | Part.                 | Goles                 | Part. | Goles |
| ------------------------------ | ------------- | ------------- | ----- | ----- | ---------------- | ---------------- | --------------------- | --------------------- | ----- | ----- |
| Imbabura S. C. · Ecuador       | 2.ª           | 2015          | 0     | 0     | —                | —                | —                     | —                     | 0     | 0     |
| Imbabura S. C. · Ecuador       | 2.ª           | 2016          | 1     | 0     | —                | —                | —                     | —                     | 1     | 0     |
| Imbabura S. C. · Ecuador       | 2.ª           | 2017          | 0     | 0     | —                | —                | —                     | —                     | 0     | 0     |
| Imbabura S. C. · Ecuador       | Total club    | Total club    | 1     | 0     | 0                | 0                | 0                     | 0                     | 1     | 0     |
| S. D. Aucas · Ecuador          | 1.ª           | 2018          | 1     | 0     | —                | —                | —                     | —                     | 1     | 0     |
| S. D. Aucas · Ecuador          | 1.ª           | 2019          | 0     | 0     | —                | —                | —                     | —                     | 0     | 0     |
| S. D. Aucas · Ecuador          | 1.ª           | 2020          | 3     | 0     | —                | —                | —                     | —                     | 3     | 0     |
| S. D. Aucas · Ecuador          | 1.ª           | 2021          | 4     | 0     | —                | —                | —                     | —                     | 4     | 0     |
| S. D. Aucas · Ecuador          | 1.ª           | 2022          | 1     | 0     | —                | —                | —                     | —                     | 1     | 0     |
| S. D. Aucas · Ecuador          | 1.ª           | 2023          | 1     | 0     | —                | —                | —                     | —                     | 1     | 0     |
| S. D. Aucas · Ecuador          | Total club    | Total club    | 10    | 0     | 0                | 0                | 0                     | 0                     | 10    | 0     |
| Universidad Católica · Ecuador | 1.ª           | 2024          | 2     | 0     | 0                | 0                | 0                     | 0                     | 2     | 0     |
| Universidad Católica · Ecuador | 1.ª           | 2025          | 13    | 0     | 1                | 0                | 6                     | 0                     | 20    | 0     |
| Universidad Católica · Ecuador | Total club    | Total club    | 15    | 0     | 1                | 0                | 6                     | 0                     | 22    | 0     |
| Total carrera                  | Total carrera | Total carrera | 26    | 0     | 1                | 0                | 6                     | 0                     | 33    | 0     |
| 1. 2.                          |               |               |       |       |                  |                  |                       |                       |       |       |

## Palmarés

### Campeonatos nacionales
| Título             | Club  | País    | Año  |
| ------------------ | ----- | ------- | ---- |
| Serie A de Ecuador | Aucas | Ecuador | 2022 |

### Campeonatos internacionales
| Título              | Equipo         | Año  |
| ------------------- | -------------- | ---- |
| Sudamericano Sub-20 | Ecuador sub-20 | 2019 |